# Avante! Festival

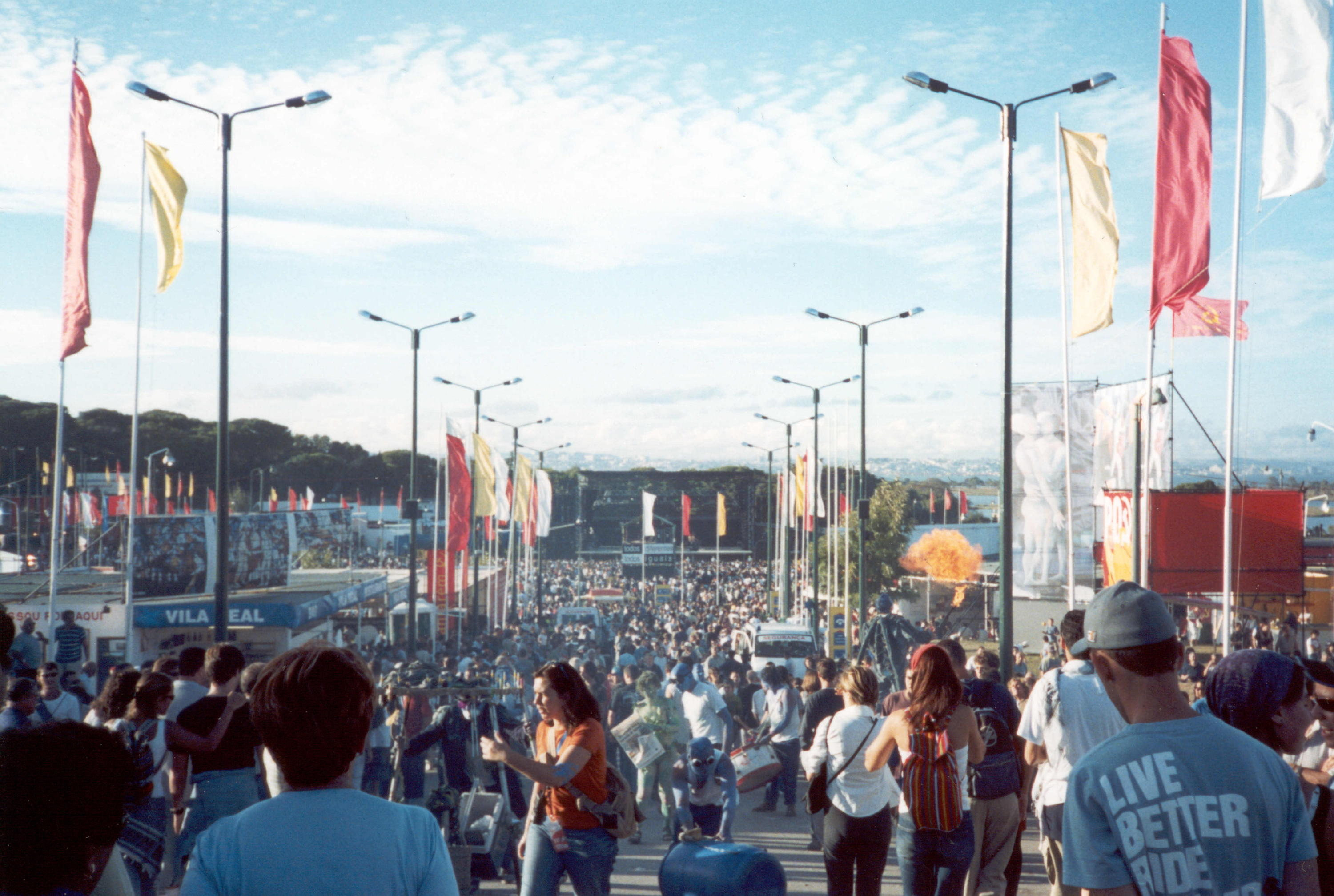
2001 års upplaga av festivalen

Avante! Festival är en portugisisk festival som hålls årligen i september sedan 1976, av Portugals kommunistiska parti. Festivalen är en tredagars fest fylld med musik, teater, kulinariska uppvisningar, debatter och sportarrangemang. Festivalen är en av de största i sitt slag och brukar ha hundratusentals deltagare. Kommunistiska partier från hela världen brukar bevista festivalen. Bland kända namn som brukar delta i festivalen återfinns Chico Buarque, Baden Powell, Ivan Lins, Zeca Afonso, Buffy Sainte-Marie, Holly Near, Johnny Clegg, Charlie Haden, Judy Collins, Richie Havens, Tom Paxton, The Soviet Circus Company, the Kuban Cossacks Choir, Dexys Midnight Runners,  The Band, Hevia, Adriano Correia de Oliveira, Carlos Paredes, Jorge Palma, Manoel de Oliveira med flera.